# クロロギ酸メチル
クロロギ酸メチル（英: Methyl chloroformate）はクロロギ酸のエステルの一種。刺激臭のある無色の液体で、クロロ炭酸メチルとも呼ばれる。

## 安全性
日本の消防法では、危険物第4類・第1石油類に分類される。加熱・燃焼によりホスゲンや塩化水素などを生じる。水との反応によっても塩化水素が生じ、金属を腐食する。人体に対しては催涙性があり、眼・皮膚・呼吸器および経口摂取に対し腐食性を示す。

## 用途
有機合成化学において、求核剤にメトキシカルボニル基を導入するのに用いられる。